# José María Velasco Ibarra
José María Velasco Ibarra (Quito, 19 de marzo de 1893-Quito 30 de marzo de 1979) fue un abogado y político ecuatoriano, miembro del Partido Conservador Ecuatoriano.
Ejerció la presidencia de Ecuador en cinco ocasiones: de 1934 a 1935, de 1944 a 1947, de 1952 a 1956, de  1960 a 1961 y de 1968-1972, por espacio de 13 años, siendo el presidente que más tiempo ha gobernado ese país. Solo completó uno de sus mandatos constitucionales, en los años 50, ya que en sus demás períodos fue removido forzosamente por militares.
Lideró la escena política ecuatoriana durante gran parte del siglo XX, siendo relevante durante casi 50 años, a través de las décadas de los 30 hasta los 70. Posteriormente su estilo conservador populista y con importante arraigo en Ecuador, se empezó a conocer como velasquismo, llegando a ser comparado en ocasiones con el peronismo en Argentina.

## Biografía

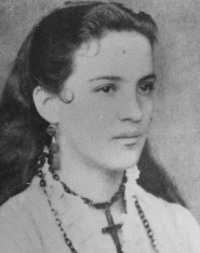
Delia Ibarra Soberón, madre del presidente ecuatoriano José María Velasco Ibarra, con alrededor de 25 años de edad.

José María Velasco Ibarra nació en Quito el 19 de marzo de 1893. Sus padres fueron Juan Alejandrino Velasco Sardá y Delia Ibarra Soberón. Fue el octavo de doce hermanos, de los cuales, solo cuatro llegaron a la edad adulta: María Lucila, José María, Pedro Francisco y Ana María. A los 16 años sufrió la pérdida de su padre. Estudió en la secundaria en el Colegio San Gabriel de Quito. No tuvo hijos. Su Familia cercana a más de sus hermanos fueron sus sobrinos Velasco Espinosa y Acosta Velasco.
En 1930 estudió Derecho Internacional en la Sorbona y el Colegio de Francia. Ausente aún en Europa, fue elegido diputado por Pichincha. Participó en el Congreso de 1932, donde junto a los conservadores defendió al presidente electo Neptalí Bonifaz. En el año de 1933, impugnó con argumentos la incapacidad constitucional del presidente Juan de Dios Martínez Mera.
Elegido presidente en las elecciones presidenciales de Ecuador de 1933 y depuesto en 1935, tuvo que exiliarse en la ciudad de Sevilla, en el Valle del Cauca, Colombia, donde para ganarse la vida enseñó en una escuela.  De Sevilla pasó a radicarse en Buenos Aires, a donde volvió frecuentemente durante los reiterados exilios a los que se vio forzado durante su larga trayectoria política. Divorciado de la ecuatoriana Esther Silva Burbano, en 1938 contrajo matrimonio con la compositora y poetisa argentina Corina Parral Durán. No tuvo hijos en ninguno de sus dos enlaces.
En 1940 perdió las elecciones presidenciales de Ecuador de 1940. Luego de la derrota militar de 1941 y del Tratado de Río de Janeiro, se conformó la Alianza Democrática, un frente político que unió casi todas las fuerzas políticas, desde conservadoras hasta socialistas y comunistas contra el Presidente Carlos Alberto Arroyo del Río; consumada la revolución popular del 28 de mayo de 1944 (La Gloriosa),  se trasladó a Pasto, Colombia, para esperar la caída del presidente.
Velasco fue recibido con entusiasmo popular tras su llegada al poder. Al cabo de tres años Velasco Ibarra, traicionado por su ministro de Defensa, se exilió en Buenos Aires. Se dedicó a la docencia del Derecho Constitucional e Internacional en la Universidad de La Plata; pero renunció y se marchó a Caracas, Venezuela, a ganarse la vida enseñando esas mismas materias. 
Volvió al Ecuador en 1952 y ganó las elecciones presidenciales de Ecuador de 1952. Gobernó entre 1952 y 1956, retornando a su cátedra en Buenos Aires al concluir su período. 
En 1960 regresó al Ecuador y triunfó en las elecciones presidenciales de Ecuador de 1960, pero no logró terminar este cuarto período. El Congreso lo sustituyó por el vicepresidente Carlos Julio Arosemena Monroy, volviendo a Buenos Aires. Durante sus exilios, Velasco publicó varios libros, entre los que se encuentran Conciencia y barbarie y Tragedia humana y cristianismo. También escribió para el diario El Comercio de Quito.

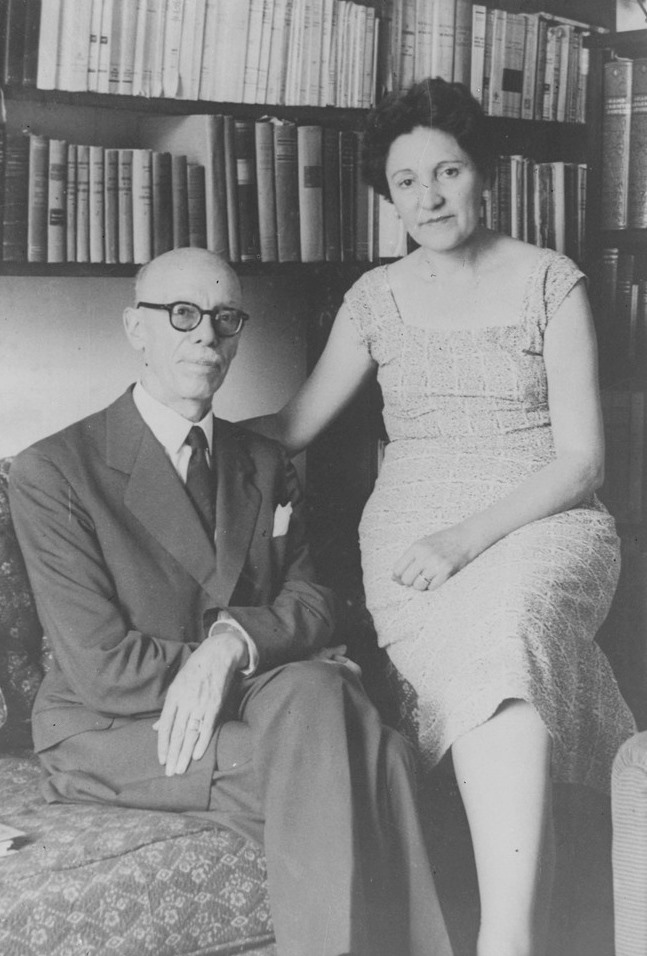
José María Velasco Ibarra y su segunda esposa, la compositora y poetisa argentina Corina del Parral.

En 1968, volvió Velasco y ganó las elecciones presidenciales de Ecuador de 1968. Su pensamiento social se había radicalizado. Al cabo de dos años de gobierno, desconoció la Constitución y asumió todos los poderes del Estado, a cinco meses de terminar este quinto mandato fue depuesto por las Fuerzas Armadas en febrero de 1972. Entre 1972 y 1973 Velasco dictó varias conferencias en Buenos Aires y Santa Fe. Hasta 1979 se dedicó preferentemente a la lectura de temas teológicos e históricos, a escribir cartas, a pasear por la calle Florida de Buenos Aires, a vivir como siempre, y aún más, llevando una vida austera, disciplinada y severa. 
Convocadas las elecciones por el Consejo Supremo de Gobierno, hubo quienes le propusieron comandar el sexto velasquismo. Su respuesta fue tajante: «Yo tengo 84 años, tengo un riñón menos, mi memoria e imaginación retentiva están fallando [...] Mi edad me obliga a proceder austeramente renunciando a la fatua vanidad». En febrero de 1979 murió su esposa en un accidente de tránsito en Buenos Aires, regresó al Ecuador a "Meditar y a Morir"; al mes de su regreso, falleció él en la misma ciudad el 30 de marzo de 1979 a los 86 años.

## Vida presidencial
Velasco y su vida presidencial
Velasco Ibarra gobernó en la crisis económica (1934-1935), en la post- crisis territorial (1944-1947), a comienzos del «boom» bananero (1952-1956), a comienzos de la revolución castrista (1960-1961), y en la antesala del «boom» petrolero (1968-1972). Trece años en el Poder y cuarenta años como referente significaron una continuidad de influjo populista que contrastó con la inestabilidad. El velasquismo tuvo como antecedente histórico el movimiento conservador Compactación Obrera Nacional surgido en Quito en torno a la candidatura de Neptalí Bonifaz. Su papel más importante fue incorporar al sistema político a sectores hasta entonces excluidos del mismo. 
Velasco Ibarra inauguró un nuevo estilo que incluía a votantes y no votantes. El historiador Alfredo Pareja Diezcanseco confiesa que «es muy difícil definir ideológicamente a Velasco Ibarra. En general se trataba de un liberal católico, con afán de reformas y pasión constructora, muchas veces improvisada». 
El sociólogo Esteban del Campo subraya el carisma del líder populista: «Sería absurdo negar que desde su aparecimiento José María Velasco Ibarra ha descollado en la vida política ecuatoriana debido a cualidades de verdadero líder, a peculiaridades de su personalidad que no han tenido paralelo en nuestra historia contemporánea (...) El liderazgo carismático de Velasco Ibarra ha tendido hacia un «bonapartismo» (personalismo independiente de los partidos) tanto más acentuado si tomamos en cuenta la ambigua posición ideológica que le ha caracterizado».

### Primera presidencia (1934-1935)
Velasco triunfó en las elecciones presidenciales de 1933 por un gran margen, asumiendo el cargo el 1 de septiembre de 1934. Nombró un gabinete liberal con un conservador en Relaciones Exteriores. En su primer mensaje al Congreso presentó el plan de Gobierno: garantía a las libertades públicas, respeto a la voluntad popular, laicismo en el sistema educativo oficial, pero benevolencia con la libertad de enseñanza, esto es, con la educación particular predominantemente católica. Pidió al Congreso que aprobara el plan económico elaborado por el banquero guayaquileño, Víctor Emilio Estrada su ministro de Hacienda. Pidió también que estudiara a fondo un plan de obras públicas y la reforma de los códigos Civil y Penal más la reforma judicial, plan de Gobierno entorpecido por la pugna de poderes entre el Ejecutivo y el Legislativo. 
La Cámara de Diputados rechazó el Plan integral de Estrada, quien presentó la renuncia. El Congreso criticó la política internacional con Colombia, cuya amistad buscaba el Gobierno. Esta doble pugna generó una lucha entre Velasco Ibarra y la prensa liberal y socialista. El Debate, diario quiteño que defendía los principios conservadores y pretendía que Velasco coartara la enseñanza laica, se convirtió en encarnizado opositor. Como la oposición liberal articulada por Carlos Arroyo del Río desde el Congreso iba ganado terreno, Velasco apresó al dirigente Navarro Allende y amenazó hacer lo mismo con el poderoso Carlos Arroyo del Río. 
Impulsó la agricultura con canales de riego y caminos vecinales, creó el Gimnasio Educacional Femenino -hoy Colegio 24 de Mayo-, la Escuela Experimental de Tumbaco y la Granja Agrícola de Tulcán; empezó el edificio del Colegio Vicente Rocafuerte y contrató la aduana y el muelle de Guayaquil; reabrió la Escuela Politécnica Nacional, pero desde el 18 de diciembre de 1934 hasta el 18 de febrero de 1935 clausuró la Universidad Central por no responder a la misión de ética y cultura a la que se debía. 
Arroyo del Río, presidente del Congreso, que sabía que el pueblo y también algunos diputados respaldaban al presidente, decidió dar la batalla en el Senado para destituirlo, pidiendo la intervención del Ejército 'para controlar el orden y proteger la vida de los legisladores'. Ante la negativa del ministro de Defensa, Arroyo suspendió las sesiones del Senado. Velasco Ibarra decretó la disolución del Congreso el 20 de agosto de 1935 y convocó a una Constituyente para el 12 de octubre. La guarnición militar de Quito, antivelasquista, no aceptó el decreto por inconstitucional, apresó al presidente, le obligó a que presentara su renuncia ante el Congreso y entregó el Poder al ministro de Gobierno, Antonio Pons, hasta la terminación del período presidencial en 1938.

#### Ministros de Estado
| Ministerio                          | Ministro                         |
| ----------------------------------- | -------------------------------- |
| Ministerio de Defensa               | Antonio Zaldumbide               |
| Ministerio de Previsión Social      | Reinaldo Espinosa                |
| Ministerio de Obras Públicas        | Jorge Montero Vela               |
| Ministerio de Obras Públicas        | Federico Páez                    |
| Ministerio de Educación             | Antonio Parra                    |
| Ministerio de Gobierno              | Alberto Ordeñana Cortez          |
| Ministerio de Gobierno              | Antonio Pons                     |
| Ministerio de Gobierno              | Cnel. Carlos Guerrero            |
| Ministerio de Gobierno              | Mayor Luis Benigno Gallegos      |
| Ministerio de Hacienda              | Víctor Emilio Estrada Sciacaluga |
| Ministerio de Hacienda              | Carlos Arízaga Toral             |
| Ministerio de Relaciones Exteriores | Manuel Sotomayor y Luna          |
| Ministerio de Relaciones Exteriores | Alejandro Ponce Borja            |

Fuente:

### Segunda  presidencia (1944-1947)
El 28 de mayo de 1944, estalló una rebelión popular en Guayaquil. Se incendió el cuartel de carabineros acantonado en Guayaquil, el único que respaldaba a Carlos Alberto Arroyo del Río, quien renuncia ese día y pidió asilo en la embajada de Colombia. De inmediato el grupo político denominado Alianza Democrática Ecuatoriana asumió transitoriamente el poder, conformado la Junta Provisional de Gobierno que debía durar hasta que llegue a Quito el doctor José María Velasco Ibarra. Esta Junta estuvo integrada así: Julio Teodoro Salem Gallegos, por el Partido Liberal Radical, Mariano Suárez Veintimilla, por el Partido Conservador, Manuel Agustín Aguirre, por el Partido Socialista, Gustavo Becerra, por el Partido Comunista, general Luis Larrea Alba, por Vanguardia Socialista Revolucionaria, Camilo Ponce Enríquez, por el Frente Democrático Ecuatoriano, Secretario General, José Terán Robalino.

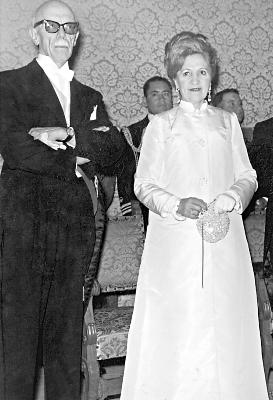
El presidente José María Velasco Ibarra y su esposa, en el Salón Amarillo del Palacio de Carondelet, en Quito a mediados de los años 1940.

Puestos de acuerdo los burós directivos de la ADE en Quito y Guayaquil, llamaron a Velasco Ibarra, que fue proclamado presidente de la República interino, quien convocó a elecciones libres para conformar la Asamblea Constituyente. Estas elecciones llevaron al primer rompimiento de la Alianza Democrática Ecuatoriana. Los partidos Conservador y Frente Democrático abandonaron la ADE y formaron el Frente Electoral Velasquista (FEV).
La Constituyente, expidió la decimoquinta Carta Política, que incorporó los principios del Código del Trabajo de 1938, creó el Tribunal de Garantías Constitucionales y el Tribunal Supremo Electoral, reconoció la autonomía universitaria, se ocupó expresamente del régimen de los municipios y redujo el Congreso a una cámara, la de Diputados, elegidos unos por las provincias y otros veinticinco por sectores de la sociedad civil (funcionales), entre ellos nueve por la educación, uno por la cultura y uno por los indígenas. 
Velasco conformó un Gabinete equilibrado. Este equilibrio se rompió cuando el conservador Camilo Ponce Enríquez dejó el ministerio de Relaciones Exteriores, el ex comunista Carlos Guevara Moreno pasó al ministerio de Gobierno, el comunista Alfredo Vera ocupó el de Educación y el socialista Alfonso Calderón, el de Previsión Social y Trabajo. Poco duró este predominio de la Izquierda porque los socialistas y comunistas interpretaban el 28 de mayo como el comienzo de una revolución marxista mientras Velasco lo interpretaba como un triunfo personal. En este período destacan la aprobación de la Ley de Escalafón y Sueldos del Magisterio Nacional, el ingreso a la ONU, la creación de la Casa de la Cultura Ecuatoriana y la Pontificia Universidad Católica del Ecuador, el apoyo a la CTE, el fortalecimiento de las Fuerzas Armadas y de la Policía, el plan vial y los programas de regadío. 
La armonía con la Izquierda se deterioró todavía más por la pugna de Poderes. Velasco se opuso a la nueva Constitución por las limitaciones que imponía al Ejecutivo. El 16 de enero de 1945 hubo manifestaciones en Quito a favor del presidente Velasco acusado por Arroyo del Río desde su asilo de Colombia. La ADE concurrió a las manifestaciones para respaldar al presidente y a la Constituyente. La CTE concurrió también para apoyarlo, pero, además, para salvar los ideales de la Revolución de Mayo. La derecha y los velasquistas concurrieron para apoyar al presidente y pedir la disolución de la Constituyente que intentaba establecer relaciones diplomáticas con la Unión Soviética. La Izquierda se separó del Gobierno. El crecimiento de las exportaciones favorecido por la Segunda Guerra Mundial, el éxodo de los depósitos de los bancos causado por la Revolución de Mayo, el aumento de la obra pública financiada con préstamos del Banco Central del Ecuador tuvieron un efecto inflacionario. Había escasez de alimentos y malestar en el pueblo. 
En diciembre de 1945 hubo en Guayaquil una «marcha del hambre», duramente reprimida. Crecía también la corrupción. El 30 de marzo de 1946 el Gobierno denunció un complot para derrocarlo. El Gobierno convocó a elecciones para una nueva Constituyente. La derecha y los velasquistas participaron, pero la Izquierda y los liberales se abstuvieron por falta de garantías. La Asamblea de 1946, presidida por el conservador Mariano Suárez Veintimilla, nombró presidente a Velasco Ibarra hasta septiembre de 1948. La Constituyente expidió la decimosexta constitución el 31 de diciembre de 1946. Esta creó el cargo de vicepresidente de la República, restituyó la Cámara del Senado, dio autonomía al Tribunal Supremo Electoral y ratificó la obligatoriedad del voto. 
La caída de Velasco obedeció a la naturaleza carismática del velasquismo no organizado. Con el pretexto de que «el país entero estaba de pie contra el régimen personalista del doctor Velasco Ibarra y el Gobierno era incapaz para afrontar y resolver la crisis económica», el ministro de Defensa coronel Carlos Mancheno Cajas derrocó a Velasco Ibarra el 23 de agosto de 1947 y lo desterró a Chile; pero el Ejército constitucionalista comandado por el coronel Ángel Baquero Dávila derrotó a Mancheno en la escaramuza de El Socavón (Ambato) y devolvió el Poder al vicepresidente Mariano Suárez Veintimilla.

### Tercera  presidencia (1952-1956)
Velasco Ibarra triunfó en las elecciones presidenciales de 1952 asumiendo el cargo el 1 de septiembre de 1952. El presidente Galo Plaza Lasso se mostró imparcial en la campaña. Velasco apoyado por el velasquismo, la C.F.P., ARNE, y disidentes conservadores triunfó con 153.945 votos. 
Velasco inició su Gobierno con un Gabinete integrado casi en su totalidad por dirigentes de su campaña electoral. La derecha dominaba el Senado. La cámara de diputados se repartía entre una mayoría velasquista y una alianza de liberales, conservadores y cefepistas. Pese a que hacia 1955 disminuyeron las exportaciones por causas externas al Ecuador, Velasco realizó obras de mayor envergadura que en sus anteriores mandatos. Concretó el primer plan vial orgánicamente concebido, construyó numerosas escuelas y colegios, reequipó las Fuerzas Armadas de tierra, mar y aire con armamento moderno, emprendió obras de regadío y creó la Junta de Planificación y Coordinación Económica. Pero también clausuró periódicos y apresó al representante de la SIP en el Ecuador Jorge Mantilla, por haber iniciado a un paro nacional de los medios de información.
Restauró las libertades de sufragio, culto y de educación, la abolición de la discriminación administrativa por ideas políticas o religiosas, declaró nulo el Tratado de Río de Janeiro, apoyó a la Iglesia católica que pudo desplegar su obra educativa con la fundación de universidades católicas como la Pontificia Universidad Católica del Ecuador, en la ciudad de Quito y decenas de escuelas y colegios. También fundó el Colegio Nacional 24 de Mayo de Quito (mixto). Entre las carreteras inauguradas o construidas se anotan: Girón-Pasaje, Durán-Tambo, El Empalme, Latacunga-Quevedo, vía la Maná, pavimentada, Babahoyo-Quevedo, Santo Domingo-Quininde

### Cuarta presidencia (1960-1961)

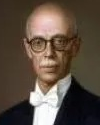
Fragmento del retrato presidencial de Velasco.

La década de 1960 empezó con la crisis del comercio exterior, a la cual se sumó el efecto político e idealista de la Revolución Cubana y la acción de los Estados Unidos para contrarrestarla en todo el continente. En este escenario que empezaba a perfilarse actuó el cuarto velasquismo. Al terminar su período constitucional de cuatro años el presidente Camilo Ponce Enríquez, se efectuaron las elecciones presidenciales de 1960, triunfando ampliamente Velasco Ibarra sobre sus contrincantes Galo Plaza Lasso, Gonzalo Cordero Crespo y Antonio Parra Velasco.
El primer acto de Velasco Ibarra fue declarar nulo el Protocolo de Río de Janeiro, firmado a la fuerza. Propuso la reforma agraria como comienzo de un cambio estructural pero su propuesta no tuvo eco pese a que Velasco contaba con mayoría en el Congreso. Pronto estalló la crisis fiscal y con ella el malestar del pueblo, la agitación estudiantil y un germen de división entre el vicepresidente Carlos Julio Arosemena Monroy y el presidente.
En julio de 1961, Velasco unificó el tipo de cambio desvalorizando el sucre, medida necesaria pero adoptada con retraso. La decisión fue ampliamente criticada, la medida resquebrajó más aún el frente interno ya violentamente dividido en el Congreso. El presidente viajó a Cuenca para la celebración del 3 de noviembre y Cuenca no lo quiso recibir. El vicepresidente de la República y presidente del Parlamento acusó al régimen de haber intentado asesinarlos en una balacera entre las barras opuestas del Congreso. 
El 7 de noviembre, Velasco ordenó la prisión del Vicepresidente, de varios legisladores y de dirigentes de la oposición, entre ellos Assad Bucaram. En Cuenca y Quito los estudiantes y ciudadanos realizaron protestas callejeras. El batallón Chimborazo, acantonado en Quito, se sublevó contra estas medidas del presidente, las Fuerzas Armadas depusieron a Velasco y encargaron el Poder al presidente de la Corte Suprema de Justicia, Camilo Gallegos Toledo, nombrándolo presidente interino. Este no tuvo tiempo para gobernar ni fue reconocido porque la Fuerza Aérea con vuelos rasantes sobre el palacio del Congreso intervino a favor del vicepresidente, el cual fue liberado el mismo día junto a los demás legisladores, convocándose a una sesión del pleno del congreso nacional para la sucesión presidencial . Los legisladores, presionados y respondiendo también al sentir de los estudiantes y de la ciudadanía, proclamaron presidente a Arosemena, mientras Gallegos Toledo desistió de su interinazgo y las Fuerzas Armadas reconocieron a Arosemena, llegando Arosemena al Palacio de Gobierno en la madrugada del 8 de noviembre.

### Quinta presidencia (1968-1972)

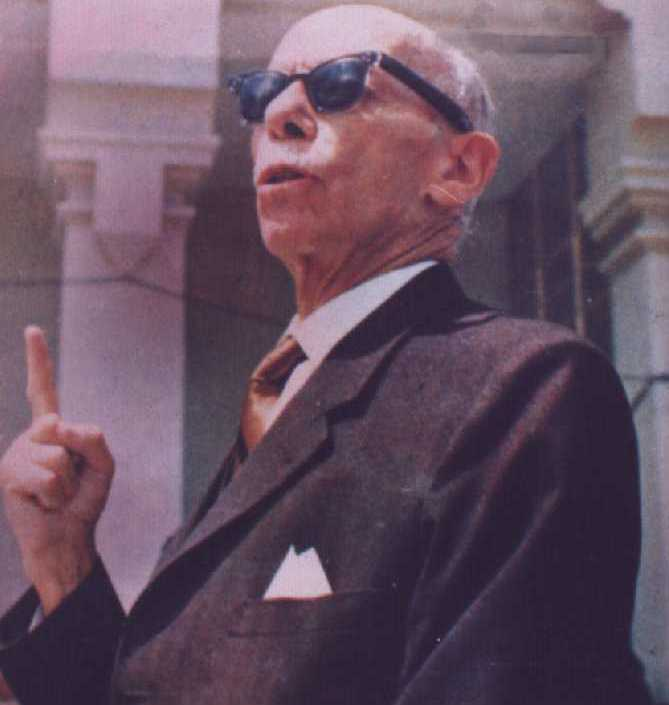
Velasco Ibarra durante un discurso público.

José María Velasco Ibarra, ganó las elecciones presidenciales de 1968, 20.000 votos le separaban a Andrés F. Córdova de la centro izquierda y Camilo Ponce Enríquez de la derecha, no ganó la Vicepresidencia su compañero de fórmula el doctor Víctor Hugo Sicouret Pazmiño, sino asumió el doctor Jorge Zavala Baquerizo de la centro izquierda, que acompañaba en la papeleta al doctor Córdova. Entonces asumió el poder el 1 de septiembre de 1968, pero juzgó improcedente la Carta Política de 1967, a la cual consideraba absurda desde todo punto de vista. 
Procurar la igualdad económica y social, eliminar las condiciones humillantes en que vive el campesino, vigilar los contratos petroleros, fomentar la renovación de los partidos políticos hacia una convergencia nacional en un Ecuador que se sume en una crisis de desarticulación a fondo y centralizar la administración suprimiendo la dispersión de las entidades autónomas fue el condumio del discurso que Velasco Ibarra pronunció en el Congreso al posesionarse del Mando. 
La primera derrota de Velasco fue la caída del ministro de Agricultura, Pedro Menéndez Gilbert, que había inspirado un decreto de gravamen a las exportaciones de azúcar. La segunda fue la caída del ministro de Finanzas, Luis Guzmán Vanegas. Cuatro ministros de Finanzas se sucedieron entre 1968 y 1970. Revocó la entrega de cerca de un millón de hectáreas a la Texaco, expidió la Ley de Hidrocarburos (1971), creó la Corporación de Yacimientos Petrolíferos Fiscales e inició la construcción del oleoducto Balao-Esmeraldas. Pidió que se reformara la Ley Agraria de 1964, pero el Congreso desoyó esta demanda. 
En mayo de 1969, los liberales habían retirado su colaboración a Velasco Ibarra, quien para no quedarse solo se acercó al alcalde de Guayaquil, Assad Bucaram, hombre fuerte en Guayaquil. La petición de reformas a la Constitución para dar más poder al Ejecutivo y ciertas desavenencias con los legisladores en torno al presupuesto general causaron una pugna de Poderes entre el presidente y el Congreso. Se iba creando un clima general de intranquilidad en el campo por la pobreza, y en las universidades por la campaña en pro del libre ingreso para los bachilleres titulados y por la represión violenta a las manifestaciones estudiantiles. Este cúmulo de circunstancias provocó una crisis política que estalló el 22 de junio de 1970. Para arreglar este conjunto desequilibrado, Velasco Ibarra optó por la dictadura. Se había convencido de que no podía gobernar constitucionalmente dada la insuficiencia de las leyes. 
Accediendo a la solicitud «patriótica, comprensiva y unánime de las Fuerzas Armadas Nacionales», Velasco Ibarra asumió la plenitud de poderes el mismo 22 de junio de 1970 y desconoció la Constitución vigente con el propósito de «regularizar la vida del Estado y poner bases de justicia social y vigor nacional». La etapa dictatorial duró un año y siete meses en los que el Gobierno reprimió a la oposición, a los medios de comunicación y a las universidades y no halló otra fórmula para restablecer el régimen de derecho que convocar a elecciones bajo la Constitución de 1946 a la que añadió dictatorialmente algunas reformas.
La dictadura velasquista devaluó la moneda de 20.22 a 25 sucres el dólar. Suprimió la autonomía de la Autoridad Portuaria de Guayaquil y del Comité Ejecutivo de Vialidad del Guayas, aprisionó al alcalde electo de Guayaquil, Francisco Huerta Montalvo, y desterró a Panamá al prefecto provincial electo, Assad Bucaram. Ocupó las universidades estatales de Quito y Guayaquil, cortó los programas de comentarios y discusión política de Canal 2 de TV (hoy Ecuavisa), olvidó de cortar los programas de comentarios y discusión política de Canal 4 (hoy RTS) y olvidó de cortar los programas de comentarios y discusión política de Canal 10 de TV (hoy TC Televisión). Los agentes del Gobierno reprimieron a estudiantes, sindicalistas y opositores políticos y en algunos casos extremos torturaron a activistas estudiantiles.
Pero la economía no convaleció, la balanza comercial de 1971 tuvo un déficit de 141 millones de dólares, creció el servicio de la deuda externa y hubo corrupción en el Banco Ecuatoriano de la Vivienda. En el orden internacional la dictadura civil de Velasco Ibarra defendió la soberanía frente a la incursión de barcos piratas atuneros americanos en aguas territoriales por lo que llevó a los Estados Unidos al banquillo de los acusados en la OEA. Ecuador votó por el ingreso de la República Popular China a la ONU y fortaleció las relaciones diplomáticas y comerciales con los países socialistas. Pese a la crisis y contribuyendo a ella, la obra pública del quinto velasquismo especialmente en vialidad, educación superior, electrificación, telecomunicaciones y oleoducto fue considerable.
El 29 de marzo de 1971, el general Luis Jácome Chávez, director de la Academia de Guerra, comandó un levantamiento militar en la hacienda La Balbina con el fin de exigir la salida del ministro de Defensa, Jorge Acosta Velasco, por supuesta conspiración para apoderarse del Poder. Velasco respaldó al ministro, pero la guarnición de El Oro, exigió la renuncia de Acosta y la libertad de los detenidos. Hubo una reunión urgente de altos oficiales en el Colegio Militar Eloy Alfaro, dirigida por el general de Brigada Guillermo Rodríguez Lara. Velasco Ibarra estuvo a punto de caer, pero faltó decisión en los militares. Velasco conservó el Poder, pero sacrificó a su ministro de Defensa Jorge Acosta Velasco, nombró comandante general del Ejército a Rodríguez Lara y ministro de Defensa a Luis Robles Plaza. El régimen quedó debilitado.

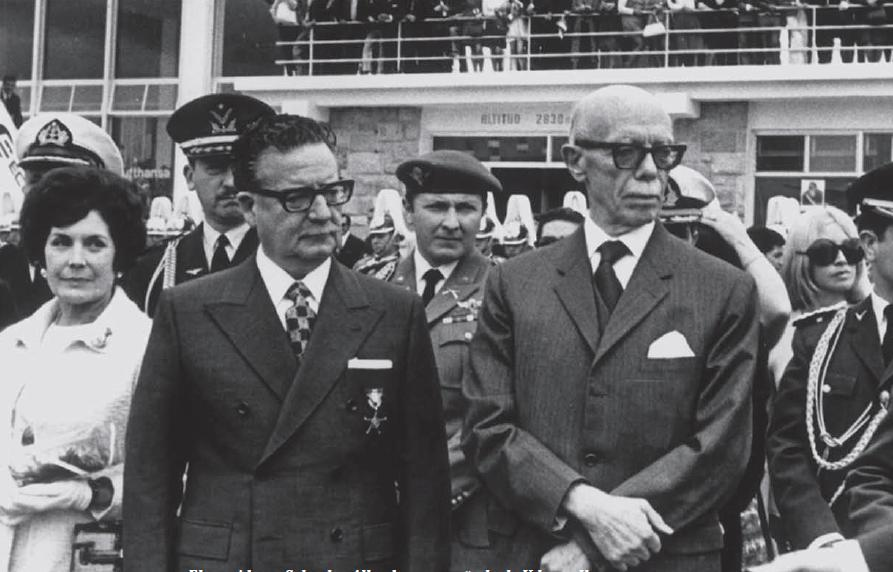
Velasco Ibarra recibiendo a Salvador Allende en el Aeropuerto Internacional Mariscal Sucre, 1971.

La dictadura civil había planteado un plebiscito para retornar al orden constitucional. Los ciudadanos debían votar por la Carta Política (conservadora) de 1946 y por algunas reformas a esa carta. Se atribuía unilateralmente a la Constitución de 1946 el mérito de la estabilidad política entre 1948 y 1960. Meses después, la dictadura velasquista añadió al plebiscito la convocación a elecciones generales para junio de 1972. Velasco Ibarra permitió que Assad Bucaram volviera a Ecuador. 
Pronto se convirtió en el candidato con más oportunidad de ganar las elecciones. El ministro de Gobierno Jaime Nebot Velasco presentó documentos que «atestiguaban» que Assad Bucaram era un ciudadano oriundo de Líbano que respondía al nombre de Fortunato Khoury Buraye. El caso de la nacionalidad de Bucaram fue a la Corte Suprema de Justicia. Camilo Ponce Enríquez, pedía suspender las elecciones y declaraba que acudiría a todos los medios para impedir que Bucaram fuera presidente. 
El 4 de noviembre de 1971, el presidente Velasco recibe en Guayaquil al Líder cubano Fidel Castro; en la época de la llamada “guerra fría”, la política internacional de los regímenes se hallaba sujeta, con rigidez extrema, a las confrontaciones e intereses del mundo bipolar, y en Latinoamérica apenas a doce años de la revolución cubana, ningún país latinoamericano se atrevía a contrariar los dictámenes norteamericanos en relación del comportamiento que los Estados debían asumir frente a Cuba, de tal suerte que la visita de Fidel Castro a Chile, a su homólogo el socialista Salvador Allende, y luego “la escala técnica en Guayaquil” que permitió la entrevista de Castro con el mandatario de Ecuador, debe haber invalidado el libreto del departamento de estado estadounidense y resulta factible pensar en sanciones en contra de los gobernantes mencionados. En el discurso de bienvenida el presidente Velasco Ibarra exteriorizó su admiración por la revolución cubana, pues no debemos olvidar que en el momento de dicho encuentro no existían relaciones diplomáticas entre Ecuador y Cuba, aparte de que hubo, en los días previos a la mencionada cita, presiones del gobierno estadounidense para impedir la visita.

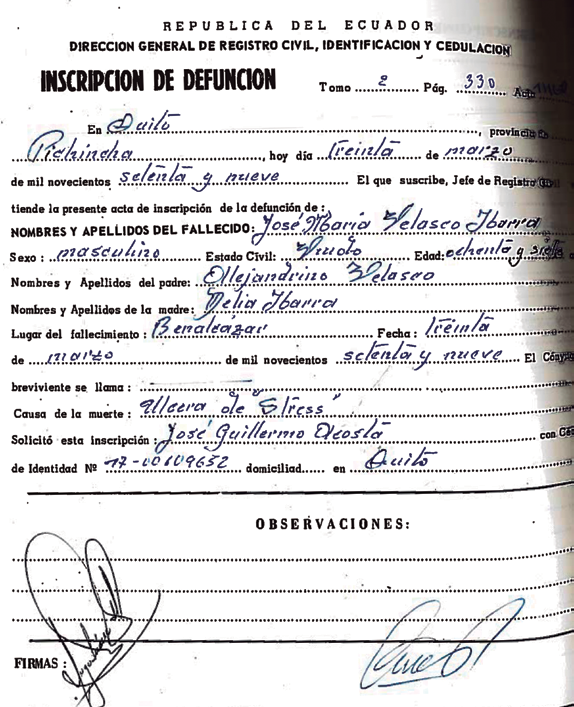
Inscripción de Defunción de José María Velasco Ibarra.

El 15 de febrero de 1972 los militares efectuaron un golpe de Estado. El comandante general del Ejército, Guillermo Rodríguez Lara, asumió el Poder en nombre de las Fuerzas Armadas y proclamó una revolución nacionalista. El golpe militar del 15 de febrero de 1972 sorprendió en Quito a Velasco Ibarra que se trasladó a Guayaquil para desde el Canal 10 de TV (ahora TC Televisión) denunciar el golpe, fue apresado y al día siguiente lo desterraron a Panamá. Desde allí Velasco volvió a Buenos Aires.
Los acontecimientos en torno al final de su quinto y último mandato son tratados en el libro «Inside the Company: A CIA Diary» del exagente de la CIA Philip Agee, en el cual relata como lideró la operación para deponer a Velasco del poder.

## Últimos días
Su consorte Corina Parral de Velasco Ibarra falleció en Buenos Aires el 8 de febrero de 1979, al caer de un bus público, ya que su cónyuge no tenía vehículo, ni ningún otro bien material. Tras este suceso, el 15 de febrero Velasco Ibarra regresó a Ecuador, tres años después del derrocamiento de Rodríguez Lara; a su llegada declaró «He venido a meditar y a morir».
Falleció el 30 de marzo de 1979 en Quito, a los 86 años de edad. El traslado de su cuerpo desde la Iglesia de San Francisco hasta el cementerio de San Diego fue la última multitudinaria manifestación del pueblo hacia su persona.

## Sucesión
| Predecesor: Abelardo Montalvo (e)         | Presidente de la República del Ecuador (1.º Mandato) 1 de septiembre de 1934-21 de agosto de 1935     | Sucesor: Antonio Pons (e)                    |
| Predecesor: Carlos Alberto Arroyo del Río | Presidente de la República del Ecuador (2.º mandato) 31 de mayo de 1944-23 de agosto de 1947          | Sucesor: Carlos Mancheno (de facto)          |
| Predecesor: Galo Plaza Lasso              | Presidente de la República del Ecuador (3.er mandato) 1 de septiembre de 1952-1 de septiembre de 1956 | Sucesor: Camilo Ponce Enríquez               |
| Predecesor: Camilo Ponce Enríquez         | Presidente de la República del Ecuador (4.º Mandato) 1 de septiembre de 1960-7 de noviembre de 1961   | Sucesor: Carlos Julio Arosemena Monroy       |
| Predecesor: Otto Arosemena Gómez          | Presidente de la República del Ecuador (5.º Mandato) 1 de septiembre de 1968-15 de febrero de 1972    | Sucesor: Guillermo Rodríguez Lara (de facto) |